# Spineni (okręg Jassy)
Spineni – wieś w Rumunii, w okręgu Jassy, w gminie Andrieșeni. W 2011 roku liczyła 589 mieszkańców.